# 巴赛尔乌帕齐拉
巴赛尔是孟加拉国的一个乌帕齐拉，位於达卡专区的坦盖尔县。其面積157.78平方千米。

## 人口
2011年孟加拉國人口普查數據顯示，巴賽爾共有戶數27481戶、人口159870人，其中男性佔比50.97%，女性49.03%；其7歲以上人口之平均識字率為50.4%。

## 圖集

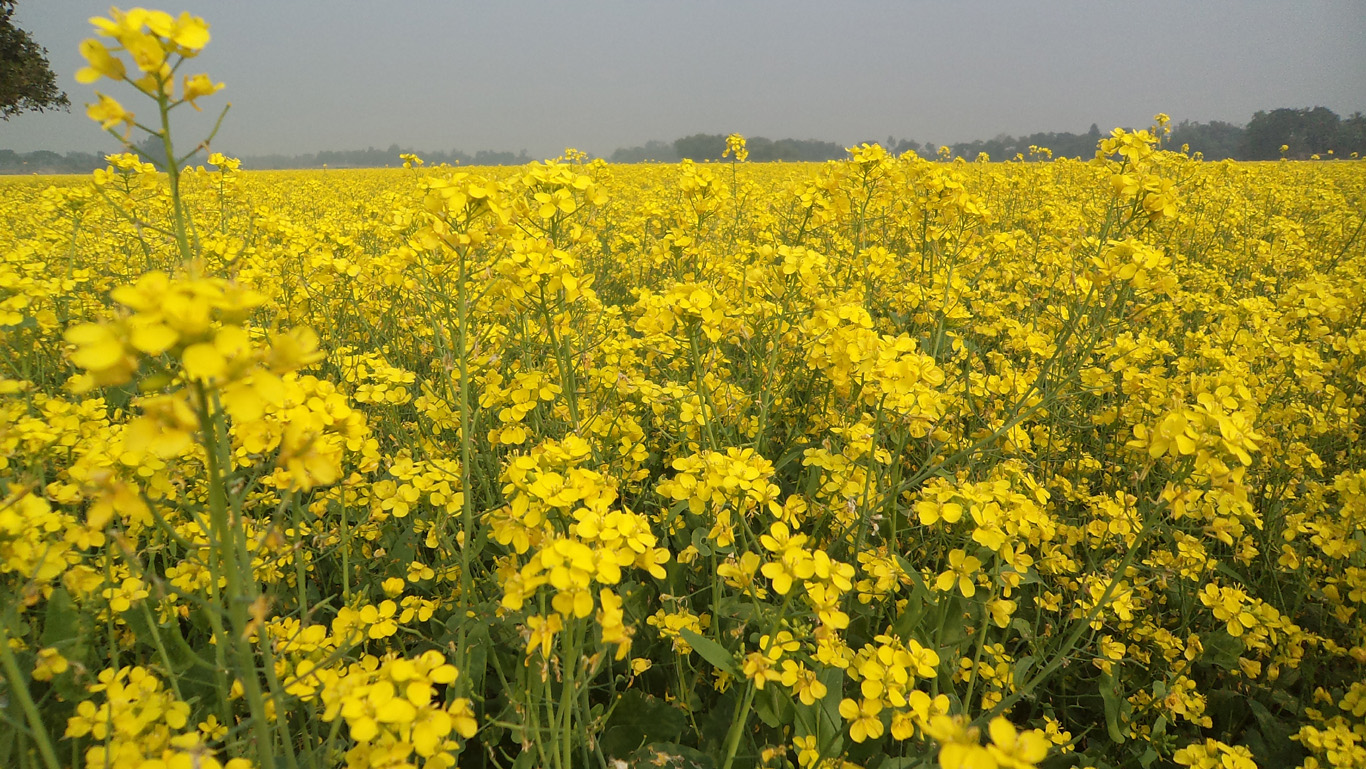
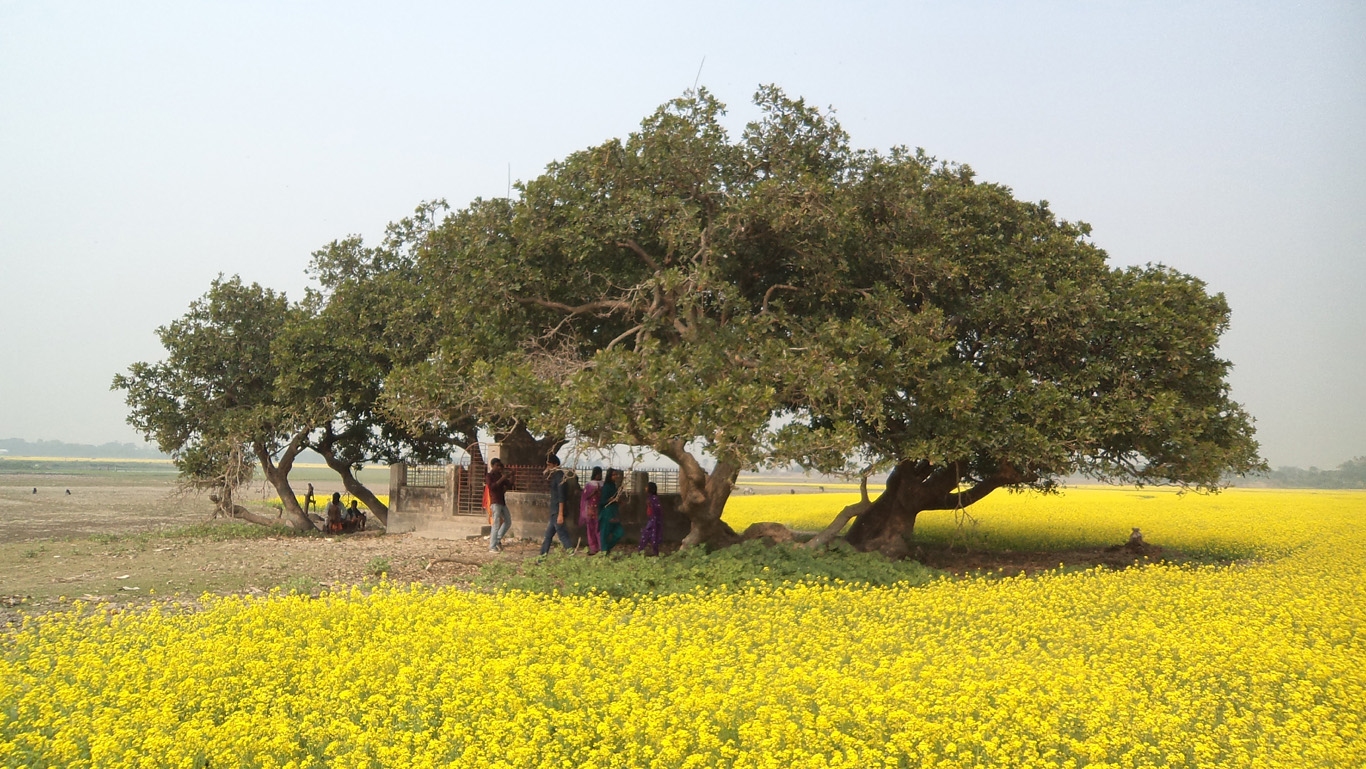
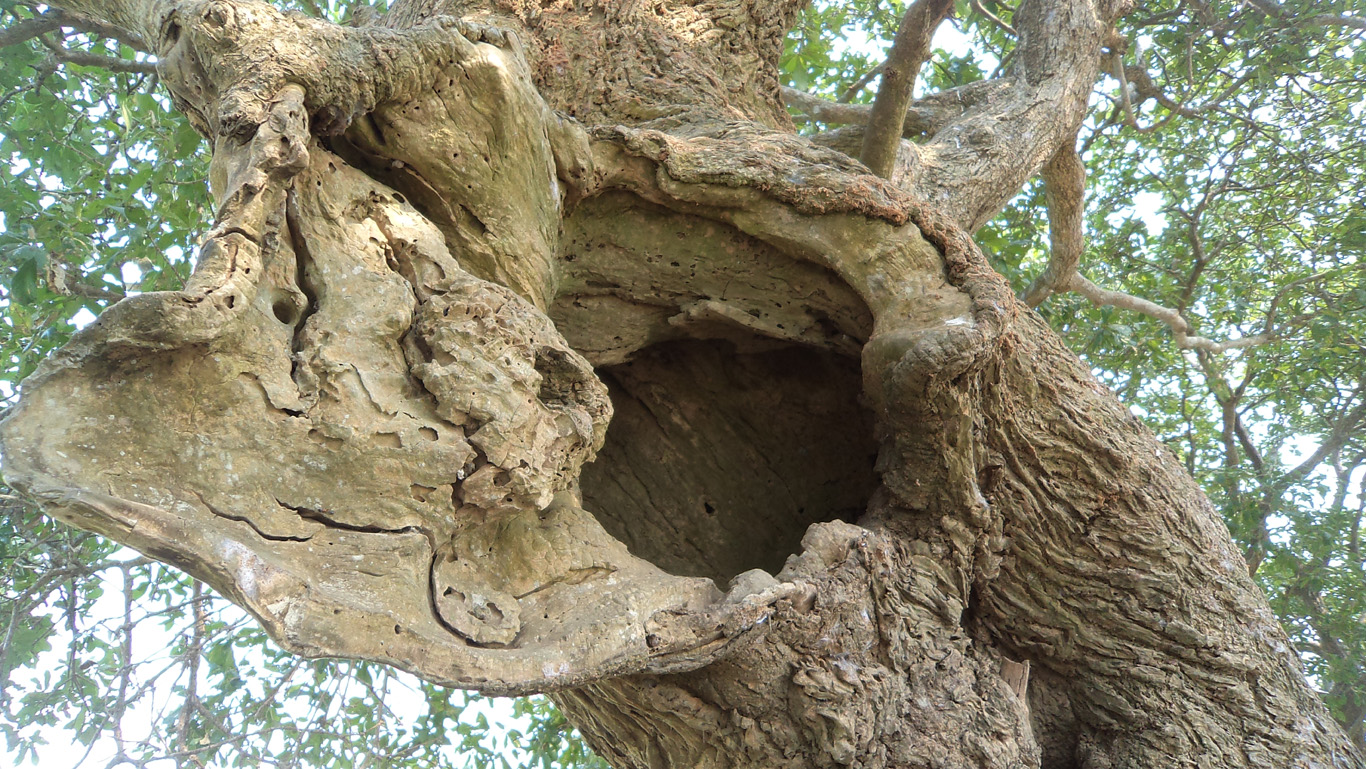